# Église Saint-Laurent de Saint-Laurent-de-la-Barrière
L'église Saint-Laurent est une église située à Saint-Laurent-de-la-Barrière, dans le département français de la Charente-Maritime en région Nouvelle-Aquitaine.

## Historique
L'église est inscrite au titre des monuments historiques par arrêté du 6 décembre 1948.

## Galerie

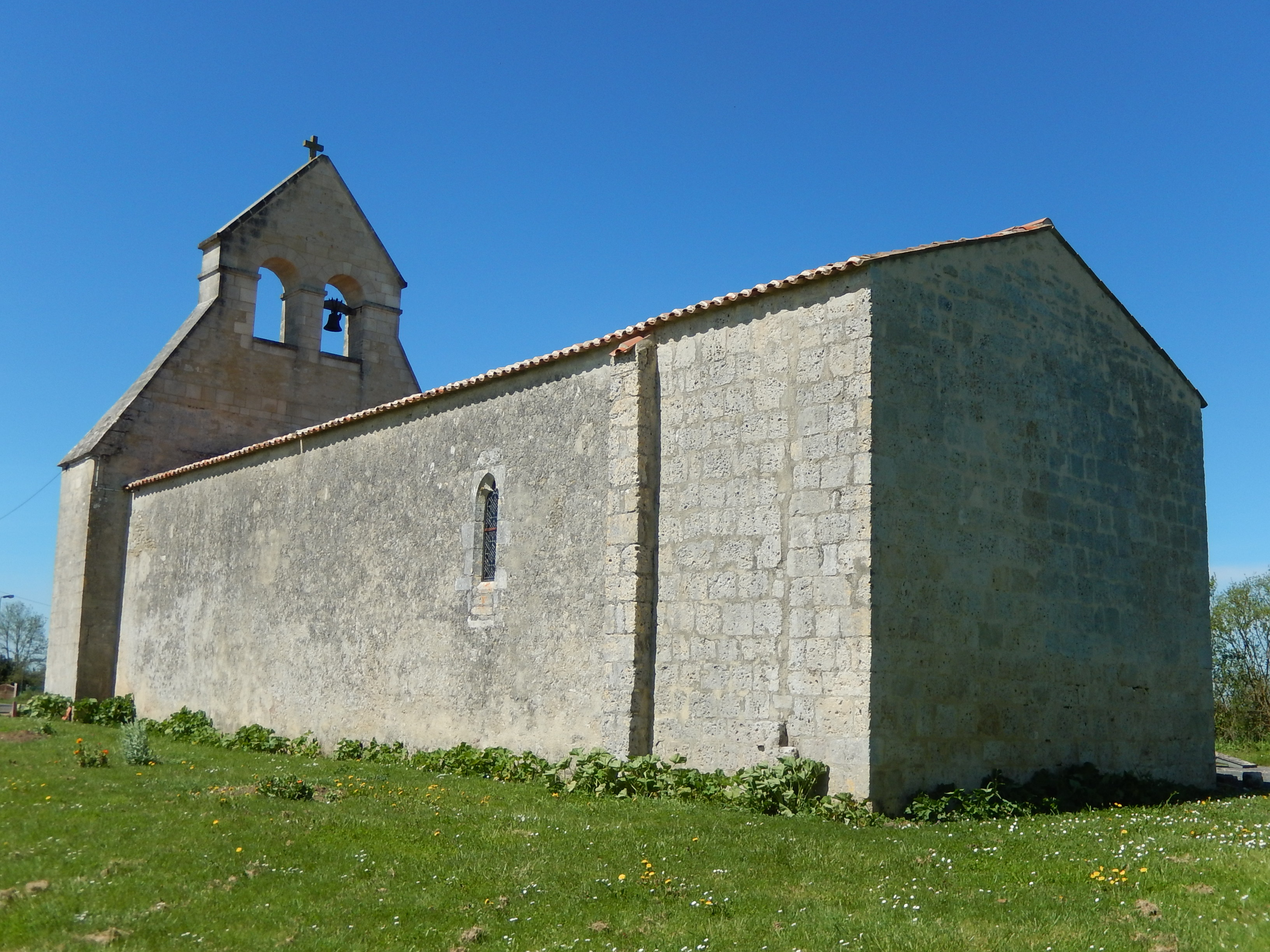